# Країна походження товару
Країна походження товару — це країна, в якій товар був повністю вироблений або підданий достатній переробці відповідно до критеріїв достатньої переробки товару.
Під країною походження товару також можуть розумітися:
−  група країн, наприклад, Європейська асоціація вільної торгівлі (ЄАВТ), до якої входять Республіка Ісландія, Князівство Ліхтенштейн, Королівство Норвегія, Швейцарська Конфедерація;
− митні союзи країн, наприклад, Європейський Союз;
− регіон чи частина країни, наприклад, регіон Шампань (Франція), Гонконг (Китай).

## Види правил визначення країни походження товарів
У міжнародній практиці розрізняють два види правил визначення країни походження товарів: преференційні та непреференційні
преференційні: використовуються для визначення товарів, що походять з держав, які входять до митних союзів або утворюють зони вільної торгівлі, або у разі встановлення будь-якого спеціального преференційного митного режиму згідно з міжнародними договорами;
непреференційні: використовуються для визначення товарів, що походять з держав — членів Світової організації торгівлі, або з держав, що користуються  режимом найбільшого сприяння відповідно укладених двосторонніх або регіональних угод.

## Документи, що підтверджують країну походження товару
Країна походження товару заявляється митному органу у митній декларації, шляхом зазначення назви країни походження товару та відомостей про документи, що підтверджують походження товару.
Документами, що підтверджують країну походження товару, є:
1. Сертифікат про походження товару — це документ, який однозначно свідчить про країну походження товару і виданий компетентним органом даної країни або країни вивезення, якщо у країні вивезення сертифікат видається на підставі сертифіката, виданого компетентним органом у країні походження товару.
2. Засвідчена декларація про походження товару — це декларація про походження товару, засвідчена державною організацією або компетентним органом, наділеним відповідними повноваженнями.
3. Декларація про походження товару — це письмова заява про країну походження товару, зроблена у зв'язку з вивезенням товару виробником, продавцем, експортером (постачальником) або іншою компетентною особою на комерційному рахунку чи будь-якому іншому документі, який стосується товару
4. Сертифікат про регіональне найменування товару — це документ, який підтверджує, що товари відповідають визначенню, характерному для відповідного регіону країни, та виданий компетентним органом відповідно до законодавства країни вивезення товару.
У більшості країн світу компетентними органами, які уповноважені видавати сертифікати про походження товару, є митні органи.

## Мета визначення країни походження товару
- оподаткування товарів, що переміщуються через митний кордон України, стосовно застосування  ставки ввізного мита — преференційної, пільгової повної;
- застосування до товарів заходів нетарифного регулювання зовнішньоекономічної діяльності, заборон та/або обмежень щодо переміщення через митний кордон України;
- забезпечення обліку товарів у статистиці зовнішньої торгівлі, що має  суто інформаційний характер, відповідним чином узагальнюється і систематизується, дає уявлення щодо того, з яких саме країн відповідні товари потрапляють на територію України. Дані митної статистики зовнішньої торгівлі оприлюднюються  є загальнодоступними